# Diáspora croata
La diáspora croata consiste en comunidades de croatas étnicos y/o ciudadanos croatas que viven fuera de Croacia. Las estimaciones sobre su tamaño son solo aproximadas debido a los registros estadísticos incompletos y la naturalización, pero las estimaciones (más altas) sugieren que la diáspora croata asciende a entre un tercio y la mitad del número total de croatas.
Más de cuatro millones de croatas viven fuera de Croacia. La comunidad más numerosa fuera de Croacia son los croatas de Bosnia y Herzegovina, una de las naciones constituyentes de ese país, que asciende a unos 750.000. La diáspora croata fuera de Croacia y Bosnia y Herzegovina asciende a cerca de un millón en otras partes de Europa y a alrededor de 1,7 millones en el extranjero. La comunidad en el extranjero más grande se informa en los Estados Unidos con 1.200.000, Chile con 400.000 y Argentina con 250.000 personas.
En Europa Occidental, el grupo más numeroso se encuentra en Alemania. El censo alemán informa de 228.000 croatas en Alemania a 2006, pero las estimaciones del número total de personas con ascendencia croata directa (incluidos los ciudadanos alemanes naturalizados) alcanzan los 450.000. También hay un número significativo de croatas en Australia (más de 100.000) y Nueva Zelanda (hasta 100.000).

## Estadística

Mapa mundial de la diáspora croata.
Croacia
+ 100,000
+ 10,000
+ 1,000

### Europa
Balcanes
- Bosnia y Herzegovina 384,631
- Serbia 70,602[4]
- Montenegro 6,811 (2000)[5]
- Rumania 6,786[6]

Europa occidental y Central
- Alemania 450,000 (ver inmigración croata en Alemania)[7]
- Austria 150,719[8]
- Eslovenia 35,642 (2002)[9]
- Irlanda 24,000 (2018)[10]
- Suiza 180,000 (2006)[11][12]
- Francia 100,000 (est)[13]
- Hungría 25,730
- Italia 80,000
- Reino Unido  10,000 (Censo del 2001)[14]
- Portugal 499 (ciudadanos croatas)[15]

Europa del norte
- Suecia 28,000[16]
- Dinamarca 5,400[17]
- Noruega 3,909[18]
- Finlandia 470 (ciudadanos croatas)[15]

### En el extranjero
África
- Sudáfrica 8,000[19]

América del Norte
- Estados Unidos 1.2M (2021)
- Canadá 133,965[20]

América del sur
- Argentina 350,000
- Bolivia 5,000
- Brasil 45,000 (est)
- Chile 480,000 (est)
- Paraguay 72,502
- Perú 250,000 (est)[21]
- Colombia 5,800 (est)
- Venezuela 5,000 (est)[22]

Oceanía
- Australia 133,264 (2016)[23]
- Nueva Zelanda 2,550[24] - 100,000(est.)[25]

## Comunidades

### Estados Unidos

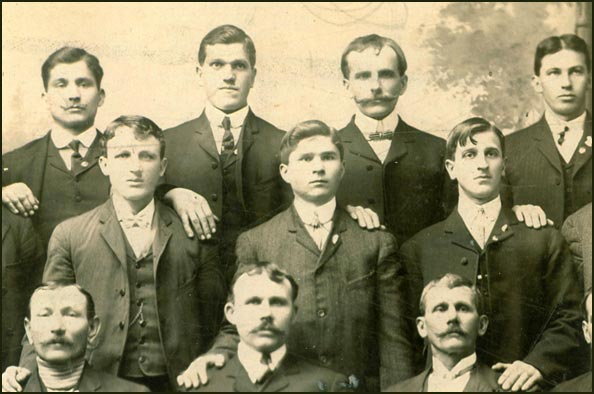
Grupo de hombres croatas en el club de la ciudad de Joliet, Illinois

De acuerdo con la Encuesta Comunitaria de EE. UU. en 2005, hay 401,208 estadounidenses completa o parcialmente descendientes de croatas.
Los croatas en Detroit aparecieron por primera vez alrededor de 1890, estableciéndose generalmente en la región de Russel. En Illinois, los croatas comenzaron a concentrarse principalmente en Chicago. Aunque fue creado un poco más tarde, el asentamiento croata en Chicago se convirtió en uno de los más importantes de los Estados Unidos. El asentamiento comenzó a desarrollarse especialmente después de la Primera Guerra Mundial y Chicago se convirtió en el centro de todas las actividades culturales y políticas croatas. Se calcula que había aproximadamente 50.000 croatas en Chicago en la década de 1990, mientras que en total había 100.000 croatas viviendo en 54 asentamientos croatas adicionales en Illinois. También hay una importante población croata en Indianápolis que se asentó durante las guerras yugoslavas de los años 90.
Pittsburgh siempre ha tenido una considerable población croata. La sede de la Unión Fraternal Croata (UFC), la organización croata más antigua y grande de los Estados Unidos, se encuentra en el suburbio oriental de Monroeville, Pensilvania, establecida en la década de 1880. La UFC publica un periódico semanal, The Zajednicar Weekly, tanto en inglés como en croata. La mayoría de los croatas de Pittsburgh se asentaron originalmente a principios del siglo XX en el lado norte de la ciudad. Un vecindario centrado en East Ohio Street a lo largo del río Allegheny entre Millvale y North Shore se llamó Mala Jaska en honor a un área en Croacia (noroeste de Zagreb).

### Canadá
Según los informes, los croatas emigraron a Canadá ya en 1541 cuando dos croatas de Dalmacia sirvieron en la tripulación del tercer viaje de Jacques Cartier a Canadá. Hay aproximadamente 114.880 canadienses de origen étnico croata, según lo informado en la Encuesta Nacional de Hogares de 2011.
La comunidad croata está presente en la mayoría de las principales ciudades canadienses (incluidas Toronto, Hamilton, Ottawa, Vancouver, Calgary, Windsor y Montreal, así como Mississauga y Oakville) en forma de iglesias, parques y otras organizaciones croatas designadas.
Las organizaciones canadienses croatas notables incluyen la Unión Fraternal Croata, la Federación de Folclore Canadiense Croata (Vancouver) y el Centro Cultural Canadiense Croata (Calgary). Algunos de los eventos canadienses croatas más populares son el Torneo de fútbol croata-norteamericano y el Festival folclórico canadiense-croata. Los canadienses croatas han tenido una presencia notable en forma de equipos de fútbol en todo Canadá, uno de los clubes más famosos fue el ahora desaparecido Toronto Metros-Croatia, a quienes sucedió Toronto Croacia.

### Chile

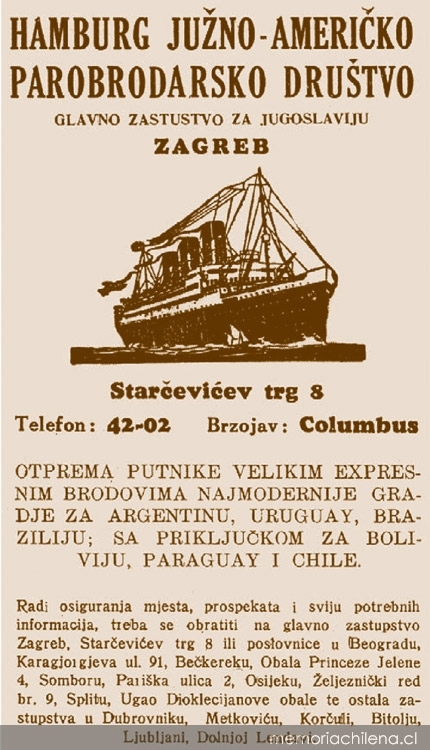
Afiche publicitario del s. XIX de un barco croata listo para viajar a América del Sur.

Los croatas son un grupo étnico importante en Chile; son ciudadanos de Chile que nacieron en Europa o son chilenos de ascendencia croata que derivan su etnia croata de uno o ambos padres. Chile tiene una de las comunidades más grandes de croatas étnicos fuera de la península de los Balcanes y es una de las comunidades más importantes de la diáspora croata, solo superada por la que se encuentra en los Estados Unidos. Son uno de los principales ejemplos de asimilación exitosa de un grupo étnico europeo no hispanohablante a la sociedad chilena. Muchos empresarios, científicos, artistas y políticos destacados que ocupan los cargos más altos del país son de ascendencia croata.
La comunidad croata se estableció primero en dos provincias situadas en los extremos de Chile: Antofagasta, en el desierto de Atacama al norte y Punta Arenas en la región patagónica al sur. La llegada masiva de croatas a Chile comenzó en 1864 y la migración creció sostenidamente hasta 1956, alcanzando un número de más de 60.000.
Se acepta oficialmente que hay hasta 380.000 chilenos de ascendencia croata (que claramente se identifican como chileno-croatas).

### Argentina

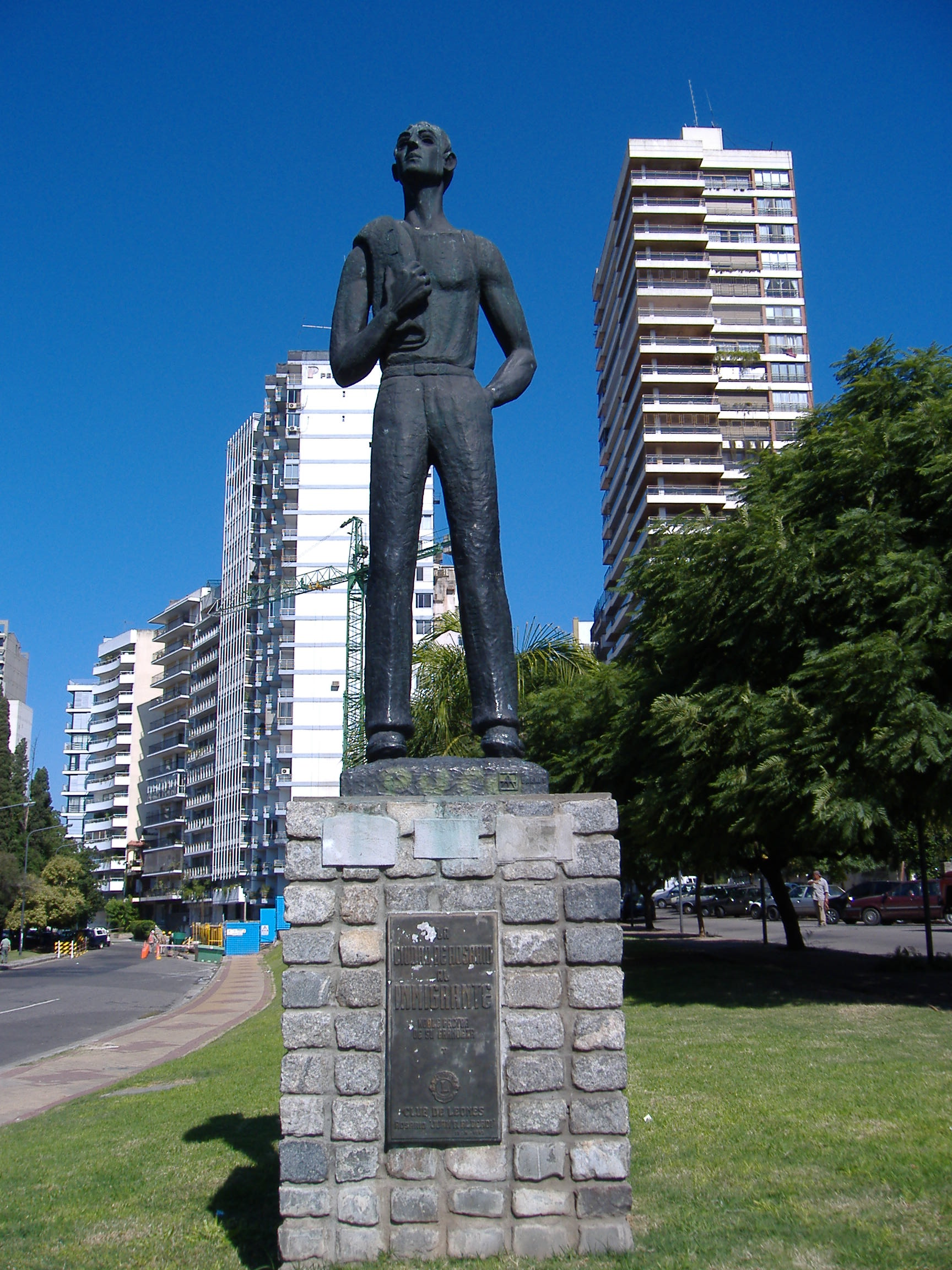
Una estatua honrando a los inmigrantes en Rosario.

Los argentinos de ascendencia croata superan los 350.000. El más exitoso de todos los croatas en Argentina fue también uno de los primeros en llegar. Nikola Mihanović llegó a Montevideo, Uruguay en 1867. Radicado en Buenos Aires, hacia 1909 Mihanović poseía 350 embarcaciones de uno u otro tipo, incluidos 82 vapores, poseyendo, en ese momento, la mayor empresa naviera de Argentina. En 1918, empleó a 5000 personas, la mayoría de su Dalmacia natal, que entonces estaba bajo el dominio austrohúngaro e italiano. Mihanović por sí mismo fue, por lo tanto, un factor importante en la construcción de una comunidad croata que sigue siendo principalmente dálmata hasta el día de hoy, aunque contiene personas de otras regiones croatas.
La segunda ola de inmigración croata fue mucho más numerosa, con un total de 15.000 en 1939. En su mayoría campesinos, estos inmigrantes se desplegaron para trabajar la tierra en la provincia de Buenos Aires, Santa Fe, Chaco y Patagonia. Esta ola fue acompañada por un clero numeroso para atender sus necesidades espirituales, especialmente franciscanos.
Si las dos primeras olas habían sido principalmente económicas, la tercera después de la Segunda Guerra Mundial fue eminentemente política. Unos 20.000 refugiados políticos croatas llegaron a Argentina, y la mayoría se convirtieron en trabajadores de la construcción en los proyectos de obras públicas de Perón hasta que comenzaron a aprender algo de español. Hoy en día, muchos descendientes de los inmigrantes croatas todavía saben croata, aunque es diferente al idioma croata actual.

### Paraguay
De acuerdo al estudio estadístico con base en apellidos de origen croata denominado "Situación actual y proyecciones del desarrollo futuro de la población de origen croata en el Paraguay" residen 72.502 descendientes croatas en todo el territorio de Paraguay. Dicho reporte fue publicado el día 14 de diciembre del 2022 en la ciudad de Zagreb, en el marco de la actividad "Puertas abiertas" del Instituto científico croata IMIN (Instituto de Migración y Estudios Étnicos), el Reporte con enfoque estadístico y datos históricos de la emigración croata, fue publicado por la Asociación Paraguaya de Croatas con el aval del Instituto científico - Instituto de migración y estudios étnicos (IMIN) de Zagreb.

### Colombia
La comunidad croata está presente en las ciudades más importantes, tales como Bogotá, Cali y Barranquilla. Hay aproximadamente 5,800 colombianos de origen étnico croata según informes.

### Venezuela
La inmigración croata a Venezuela se remonta a finales del siglo XIX, y se caracterizó por la llegada individual de marinos mercantes. Hasta la Primera Guerra Mundial, solo unos pocos croatas se asentaron en Venezuela, sin embargo fue en el periodo de la Segunda Guerra Mundial cuando las familias croatas que escaparon del gobierno de Tito comenzaron a asentarse en el país. La mayoría de estos inmigrantes procedían del actual territorio croata, en particular de las zonas costeras e interiores de Dalmacia. Otros procedían de Bosnia y Herzegovina.
La mayoría de los integrantes de la comunidad croata se asentó en Caracas y Valencia y, en menor medida, en otras ciudades del interior: Maracay, Maracaibo, Mérida y en localidades del estado Yaracuy, donde algunos se incorporaron al trabajo en la industria azucarera.
También llegaron varios técnicos forestales que luego contribuyeron a la creación de la Escuela de Ingeniería Forestal de la Universidad de los Andes. Un gran porcentaje de los croatas eran artesanos, que luego se convirtieron en pequeños empresarios, y muchos eran profesionales, especialmente ingenieros y técnicos, que tuvieron un desempeño destacado en Venezuela.

### Australia
Croacia ha sido una fuente importante de inmigrantes a Australia, particularmente en las décadas de 1960 y 1970. En 2016, 133.264 personas residentes en Australia (0,6 %) se identificaron como de ascendencia croata. En 2006, había más de 50.000 australianos nacidos en Croacia, y el 70% llegó antes de 1980. Esta comunidad está envejeciendo rápidamente y casi la mitad de los australianos nacidos en Croacia tenían más de sesenta años en 2006. Sin embargo, la lengua y la cultura croatas continúan siendo adoptadas entre las generaciones más jóvenes y los descendientes de inmigrantes de la posguerra. En 2001, 69.900 personas hablaban croata en Australia.

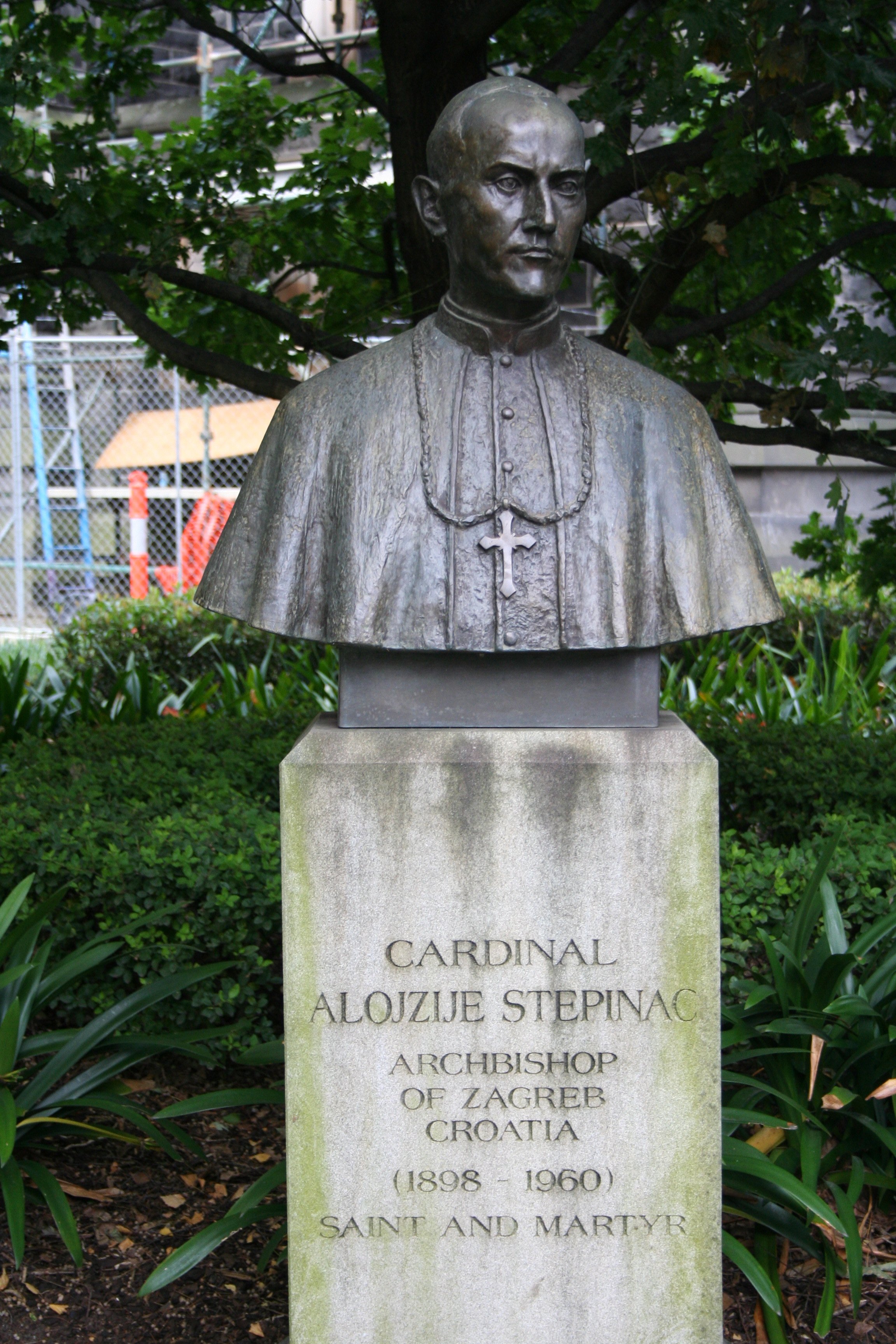
Busto de Aloysius Stepinac, cardenal croata, en Clifton Hill

La gran mayoría de los croatas en Australia son cristianos, en su mayoría católicos, mientras que hay protestantes, católicos griegos y adventistas del séptimo día, así como una pequeña minoría adherida al islam. Hay congregaciones católicas de habla croata en la mayoría de las ciudades importantes. En Melbourne, hay congregaciones en Sunshine West, Ardeer, Braeside y Clifton Hill mientras que en Sídney hay congregaciones en Blacktown, St John's Park, Summer Hill, Mona Vale, Botany, Chatswood West y South Hurstville. En Adelaide, hay congregaciones de habla croata en North Adelaide y Adelaide CBD y en Canberra y la zona rural de Nueva Gales del Sur hay servicios regulares en Farrer, Evatt y Batemans Bay. Balcatta y North Fremantle albergan servicios croatas en Perth. La iglesia St Nikola Tavelic en Clifton Hill es un importante centro religioso y cultural para la comunidad croata de Melbourne. Hay una congregación croata adventista del séptimo día ubicada en St. Albans, en los suburbios del oeste de Melbourne, así como una en Springvale, mientras que también hay una congregación croata adventista en Dundas, en el noroeste de Sídney. Además, la comunidad musulmana croata local de Melbourne ha establecido el Centro Islámico Croata en Maidstone, también en el oeste de Melbourne. Estos musulmanes son descendientes de los que se convirtieron al Islam tras la conquista otomana de los Balcanes. Los 35.000 croatas de Melbourne se concentraron inicialmente en los suburbios del interior, aunque ahora la mayoría vive en los suburbios del oeste, particularmente en la ciudad de Brimbank, donde se eligió a un alcalde croata (Brooke Gujinovic) en 1999. Hay alrededor de 90 clubes u organizaciones deportivas, religiosas o culturales croatas que operan en Melbourne. En Sídney, hay más de 30.000 croatas, con una gran concentración que reside en St. John's Park y los suburbios circundantes. Además, hay una alta concentración de croatas en Geelong, donde la comunidad tiene una influencia significativa, particularmente en Bell Park, donde más del 15 % de la población habla croata en casa.
Es probable que el primer croata en Sídney fuera Stefano Posich, que nació en Sicilia de padres croatas y emigró a Australia en 1813. Los croatas emigraron por primera vez a Australia durante la fiebre del oro victoriana de la década de 1850. Durante este tiempo, los croatas se contaban como austriacos porque gran parte de Croacia era parte del Imperio de los Habsburgo. Los croatas no se registraron por separado (de otros yugoslavos) hasta el censo de 1996. En 1947, al menos 5.000 croatas residían en Australia, principalmente de la región costera de Dalmacia. Entre 1890 y la Segunda Guerra Mundial, al menos 250 croatas se establecieron en Melbourne. Desde entonces, miles de croatas han llegado después de la Segunda Guerra Mundial como desplazados o inmigrantes económicos. Muchos croatas encontraron trabajo en la industria manufacturera y la construcción. una cantidad sustancial de croatas llegó a Australia durante las décadas de 1960 y 1970 debido al alto desempleo, las limitadas oportunidades económicas y el sentimiento anticroata en Yugoslavia; muchos de estos inmigrantes llegaron a Australia en el marco de programas de reunión familiar. Muchos australianos croatas nacieron en estados de la antigua Yugoslavia como Bosnia y Herzegovina.

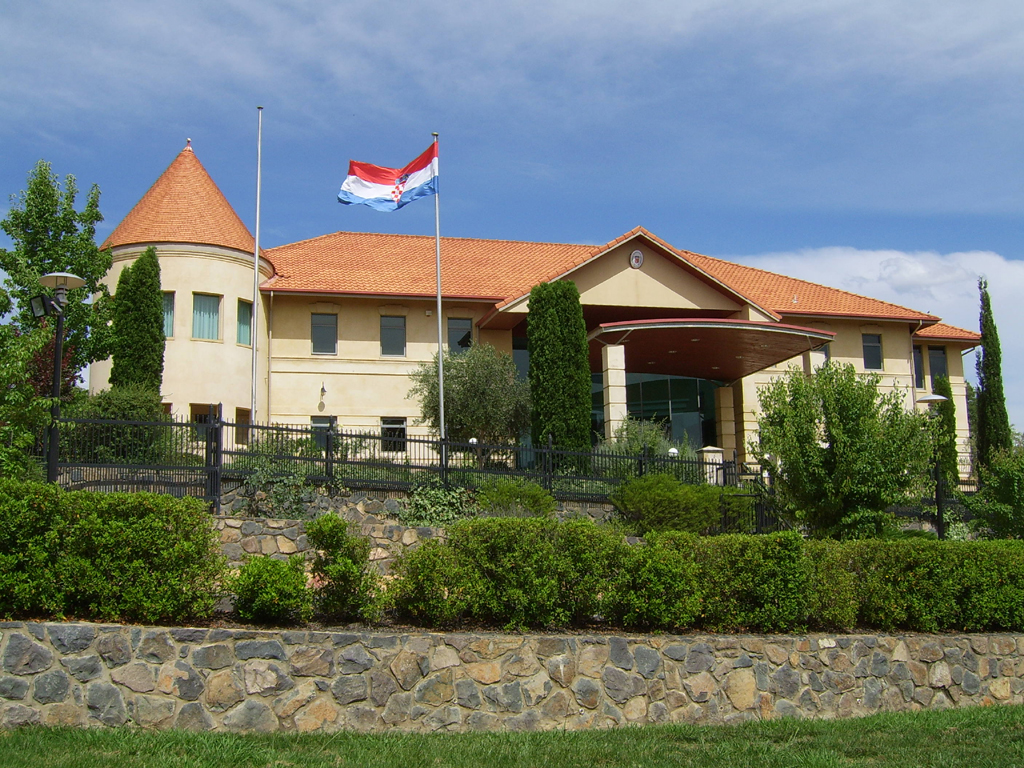
Embajada croata en Camberra

Los croatas son visibles en todas partes de la sociedad australiana, pero han tenido un gran impacto en el ámbito deportivo con muchos clubes de fútbol formados por inmigrantes, dos de los más famosos y exitosos son Melbourne Knights FC y Sydney United. Ambos clubes han jugado en la liga más importante de Australia, la NSL y los Melbourne Knights, ganando el campeonato de forma consecutiva en las temporadas 1994/5 y 1995/6. Sydney United ha producido la mayor cantidad de partidos internacionales australianos completos. La comunidad croata lleva a cabo el Torneo de fútbol australiano-croata que se lleva a cabo anualmente desde 1974. Es la competencia de fútbol 'étnica' más grande de Australia, así como la competencia nacional de fútbol más antigua de la nación. Algunos jugadores de fútbol croata-australianos famosos que representaron a Australia son Mark Viduka, Jason Čulina, Mark Bresciano, Zeljko Kalac, Josip Skoko, Tony Popovic, quienes irónicamente se alinearon contra Croacia en la Copa del Mundo de 2006 en Alemania, jugando contra el internacional croata nacido en Australia. Josip Šimunić. Un total de 47 croatas australianos han jugado para la selección australiana, incluidos 7 que capitanearon la selección. Otros australianos croatas notables incluyen al actor Eric Bana, ex arzobispo de Adelaide Matthew Beovich, el político John Tripovich, el entrenador de la liga de rugby y exjugador Ivan Cleary, la tenista Jelena Dokic y la presentadora de televisión Sarah Harris, entre otros.
Desde independencia croata en los '90, una embajada oficial fue abierta en Camberra, mientras que los consulados se han establecido en las ciudades de Melbourne, Sídney y Perth.

### Nueva Zelanda
Se cree que el primer croata en establecerse en Nueva Zelanda fue Pauvo Lupis (Paul), quien abandonó su barco austriaco a fines del siglo XIX. Aunque los croatas tenían contacto con Nueva Zelanda y unos pocos se habían asentado, las olas de migración apropiadas comenzaron cuando el Imperio Austro-Húngaro permitió que el vino y el aceite italiano entraran en los territorios del Imperio por un impuesto sustancialmente menor, lo que llevó a los campesinos y granjeros a la bancarrota, este tratado fue el comienzo de muchos eventos que causan la migración principalmente de Dalmacia.
5000 entre 1890 y 1914, antes de la Primera Guerra Mundial. 1600 durante la década de 1920 antes del inicio de la Gran Depresión. 600 en la década de 1930, antes de la Segunda Guerra Mundial. 3.200 entre 1945 y 1970. Llegadas durante la década de 1990, huyendo del conflicto en la ex Yugoslavia.
El principal destino de los colonos eran los campos de goma de Northland, donde se enviaba a los jóvenes a extraer goma del árbol Kauri de los pantanos, que hasta la década de 1950 se utilizaba para barnizar muebles de madera y cosas por el estilo. Aquí, en estos campos, los croatas fueron tratados como parias por el Imperio Británico y llamados 'austríacos' por el pasaporte que portaban. Fueron vistos con sospecha, principalmente porque compartirían las ganancias y enviarían dinero a sus aldeas en Dalmacia. Muchos colonos británicos que trabajaban en los mismos campos estaban resentidos con los recolectores de goma dálmatas, a quienes apodaron "Dallies", un término que todavía se usa ocasionalmente. En estos campos, como marginados, los inmigrantes croatas fueron arrojados junto con los otros marginados, los maoríes nativos que tenían muchos de los mismos puntos de vista y provenían de las aldeas se llevaban muy bien.
Muchos hombres croatas se casaron con mujeres maoríes cuando llegaron a Nueva Zelanda como solteros antes de que se pudiera enviar una novia desde su pueblo natal. Los maoríes locales los llamaban Tarara porque hablaban muy rápido en croata. Muchos maoríes hoy en día se refieren a sí mismos como Tarara y llevan apellidos croatas. Miss Nueva Zelanda 2010 Cody Yerkovich (deletreado en croata como Jerković) es un ejemplo de la mezcla croata-maorí tarara.
En los tiempos modernos, los inmigrantes croatas han seguido llegando, y muchos han iniciado su propio negocio con la abundancia de buena tierra y tierra. Muchos recurrieron a trabajos similares a los que hacían en Dalmacia, como viñedos, huertos y pesca. Algunas empresas destacadas en el sector del vino son Delegat, Nobilo, Selak, Villa Maria, Montana y Kuemue River Wines, todas propiedad de familias croatas.
En la pesca hay dos grandes empresas, la primera Talley's Seafood fundada en 1936, por Ivan Peter Talijancich (deletreado Talijančić en croata) estableció Talley's en Motueka, Nueva Zelanda. El segundo es Simunovich (deletreado Šimunović en croata) Fisheries Limited, que ha prosperado y se ha convertido en una gran empresa de Scampi de aguas profundas.
En el deporte, muchos pequeños clubes y asociaciones han ido y venido, pero el Central United, anteriormente Central Croatia SC, formado en 1962, sigue funcionando hasta el día de hoy. El club de fútbol, formado por un grupo de jóvenes inmigrantes croatas de Dalmacia, jugó inicialmente en la división inferior de la Liga Norte antes de convertirse en uno de los mejores clubes de fútbol de Nueva Zelanda a fines de la década de 1990.
Central United FC fue el campeón de Nueva Zelanda en 1999, 2001 y fue subcampeón en 1998. Central United FC también ganó la Copa Chatham en 1997, 1998, 2005 y 2007 y fue subcampeón en 2000 y 2001. Su campo de juego es el Kiwitea Street Stadium, en Sandringham (Auckland).
Algunos antiguos jugadores notables son:
- Chris Zoricich
- Ivan Vicelich : el internacional con más partidos internacionales de Nueva Zelanda.
- Luka Bonačić -Exjugador y entrenador del Hajduk Split.

Otros neozelandeses notables de ascendencia croata incluyen a la cantante Lorde (cuyo nombre real es Ella Yelich-O'Connor), el historiador James Belich, el golfista Frank Nobilo, el jugador de rugby Frano Botica, los pilotos de automovilismo Robbie Francevic y Paul Radisich, la tenista Marina Erakovic, el arquitecto Ivan Mercep, el artista Milan Mrkusich y los músicos Peter y Margaret Urlich.